# Nerea Pena
Nerea Pena Abaurrea (født d. 3. december 1989) er en spansk håndboldspiller som spiller for Team Esbjerg og Spaniens kvindehåndboldlandshold.
Til EM i håndbold 2010 i Danmark og Norge blev hun kåret som turneringens bedste højre back.
Hun deltog under VM i håndbold 2011 i Brasilien, hvor Spanien vandt bronzekampen over Danmark.